# 刘汉清
刘汉清（1915年—1996年2月22日），男，山东莱西人，中华人民共和国政治人物。

## 生平
刘汉清是山东莱西市南墅镇南墅村人。1937年参加中华民族解放先锋队，1938年9月，加入中国共产党。1938年后，历任八路军五支队民运科和敌工科干事、股长，莱阳县公安局特派员，莱阳县委宣传部长兼七区区委书记。1944年11月，任中共莱阳县委代理书记，1945年8月，任中共莱阳县委书记等职。
1948年12月随军南下。1949年先后任江苏省中共镇江地委宣传部副部长、中共扬中县委书记、中共中央组织部干部处副处长、沈阳师范大学党委书记、辽宁大学党委第二书记、沈阳市科委秘书长、辽宁师范学院党委书记、旅大市教育局长、中共旅大市委常委、组织部长、秘书长、市委书记。1977年11月至1978年6月，担任旅大市革命委员会副主任。1979年，任中共辽宁省委纪委书记，平反冤假错案，拨乱反正。1985年离休后，坚持学习和理论研究。1996年2月22日病故。